# イングランド国教会
イングランド国教会（イングランドこっきょうかい、英: Church of England, C of E）は、16世紀（1534年）のイングランド王国で成立したキリスト教会の名称で、世界に広がる聖公会（アングリカン・コミュニオン）のうち最初に成立し、その母体となった教会。
英国国教会（えいこくこっきょうかい）、イギリス国教会（イギリスこっきょうかい）、イングランド教会（イングランドきょうかい）、または聖公会内部では英国聖公会（えいこくせいこうかい）とも呼ばれる。
聖公会（アングリカン・チャーチ、英語: Anglican Church）という名称は、アングリカン・コミュニオン（Anglican Communion）全体の日本語訳であると同時に、イングランド国外におけるイングランド国教会の姉妹教会の名称の日本語訳である。

## 概要

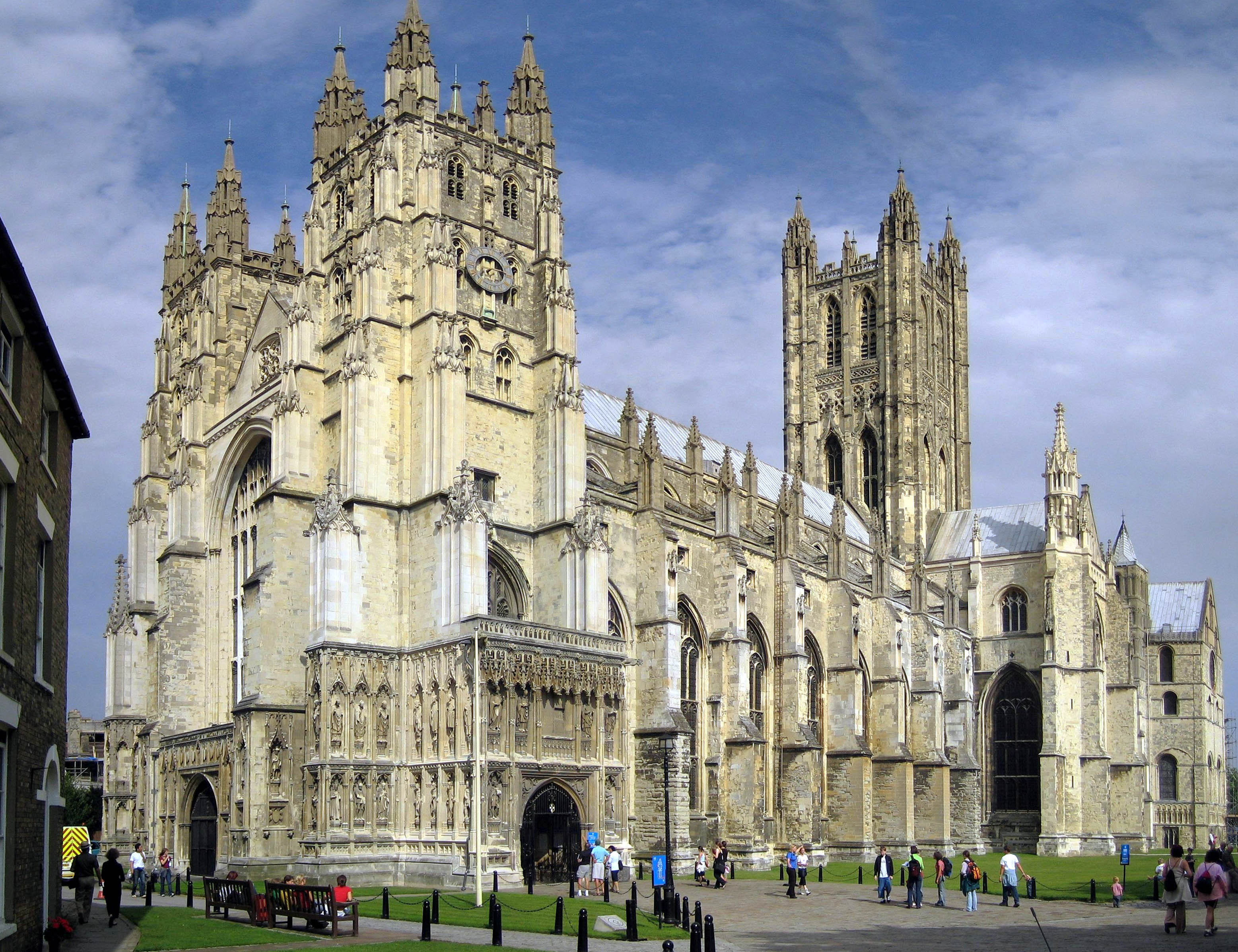
イングランド国教会の総本山であるカンタベリー大聖堂
（世界遺産、カンタベリー管区）

イングランドにおけるキリスト教伝道は、ローマ帝国時代に遡るが、グレートブリテン島に異教のアングロ・サクソンが侵入すると、キリスト教布教は停滞した。その後、アングロ・サクソンの侵入を受けなかったアイルランドで広まったローマ教皇の管轄外のケルト系宣教師によって再びグレートブリテン島にキリスト教がもたらされることとなった。
597年、カンタベリーのアウグスティヌスがケント王国に上陸し布教を進めると、ローマ教皇を頂点とするローマ・カトリック教会の一員として再編されることとなり、王権と教皇権の相克にもかかわらず正常な関係を維持した。アイルランドから伝わったケルト系キリスト教とローマ・カトリックの間では、対立が強まっていったが、664年のウィットビー教会会議以降はローマ・カトリックがイングランド各地で影響力を拡大していくこととなった。
中世を通じてカトリック教会の一部であったが、近世となり16世紀のイングランド国王ヘンリー8世から女王エリザベス1世の時代にかけてローマ教皇庁から離別し、1534年に独立した教会となった。
プロテスタントに分類されることもあるが、他プロテスタント諸派とは異なり、教義上の問題でなく、政治的問題（ヘンリー8世の離婚問題）が原因となって、カトリック教会の教義自体は否定せずに分裂したため、典礼的にはカトリック教会との共通点が多い。
立憲君主制であるイングランド（イギリス）の統治者である国王（イギリスの君主）が教会の首長（Defender of the Faith、直訳は『信仰の擁護者』）であるということが最大の特徴である。2022年9月8日より現在、チャールズ3世国王がその地位にある。
イングランド国教会の大主教であるカンタベリー大主教には、ジャスティン・ウェルビーがその職に就いている（第105代、在任：2013年1月10日 - ）。

## イングランドのキリスト教史

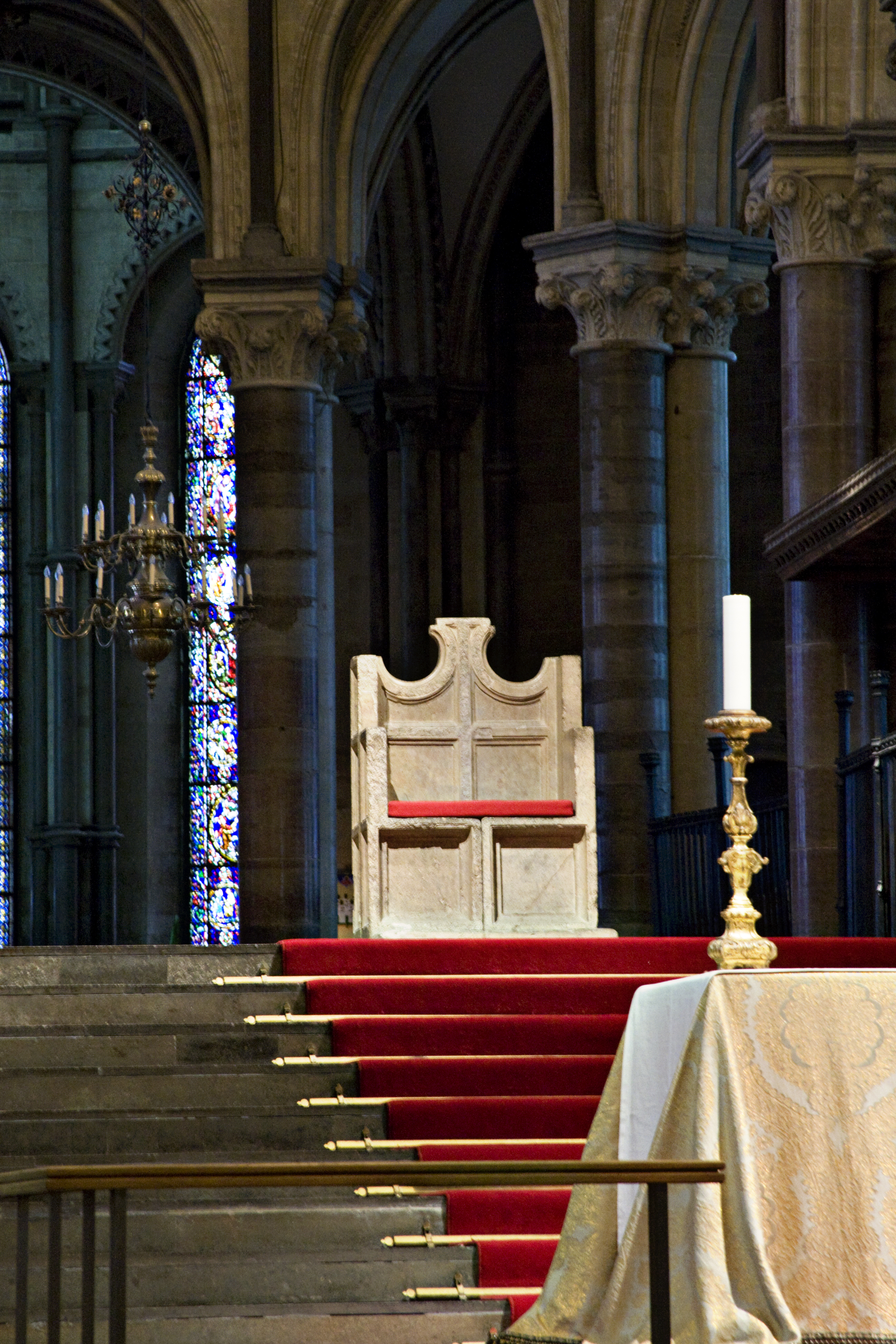
カンタベリー大聖堂の大主教座（椅子）

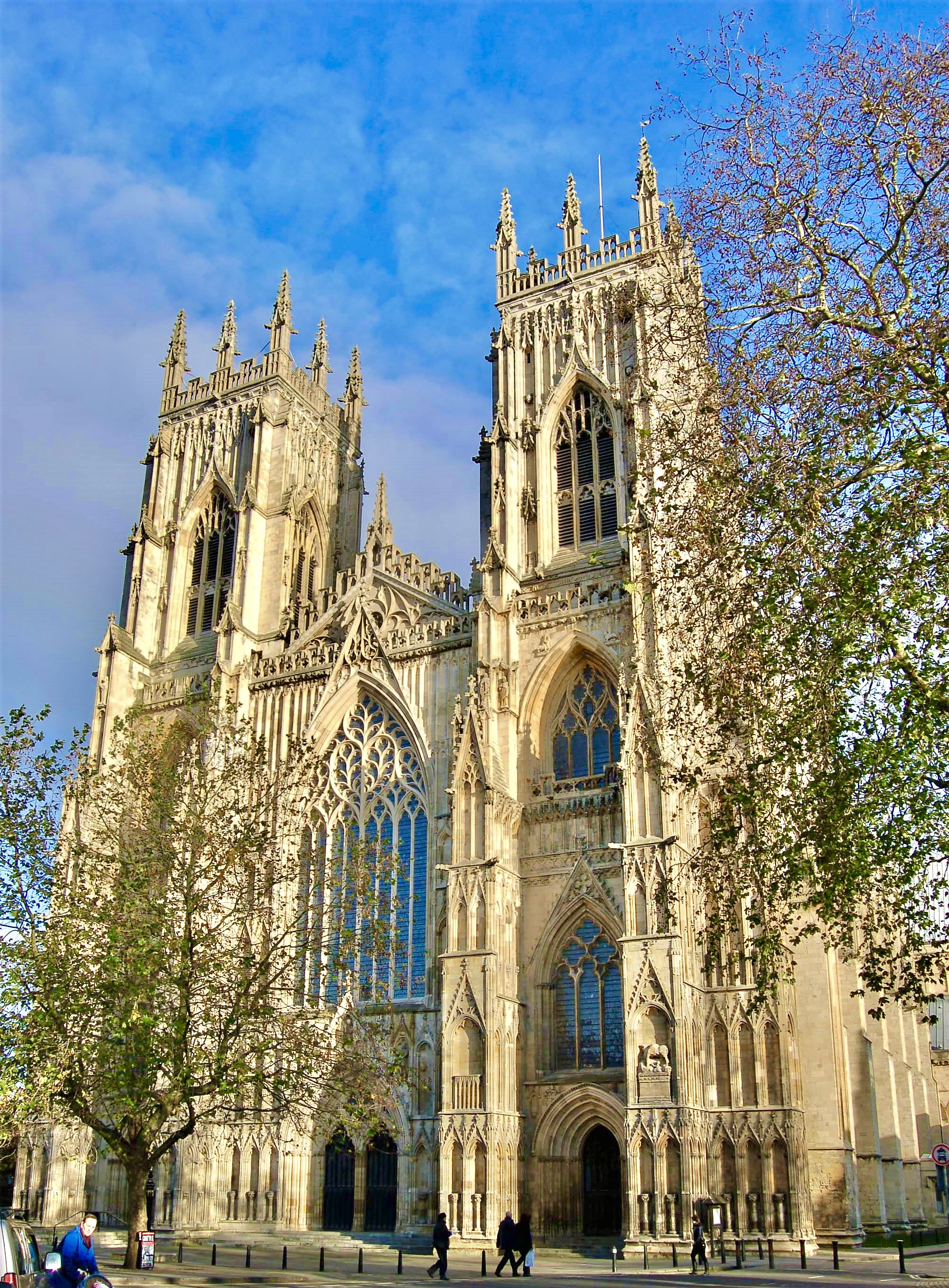
ヨーク管区のヨーク大聖堂

### キリスト教の到来
グレートブリテン島にキリスト教が初めて到来したのは、ローマ帝国時代の紀元200年頃のことであると考えられている。イングランド（ブリタンニア）はローマ帝国に征服されたため、禁教時代でも、軍人、貿易商人のなかに信者がいた。イングランド南部にセント・オールバンズという市があるが、ここで3世紀初めに聖オルバンが殉教したという伝説も生まれている。キリスト教はウェールズ、スコットランド、アイルランドへも別々に宣教されて、ローマ人の撤退後も残った。
しかし、キリスト教の歴史の中では正式なイングランドの宣教は、カンタベリーのアウグスティヌスによるものを最初であると見なしている。アウグスティヌスは教皇グレゴリウス1世の命により、ケントのエゼルベルト王の元へと派遣された宣教師であった。597年、アウグスティヌスは初代カンタベリー大司教に着座する。これが聖公会の起源の一つとされる。664年に行われたウィットビー教会会議ではノーサンブリアのオスウィの指導により、それまで用いられてきたケルト的典礼を廃し、ローマ式典礼を取り入れることを決定したことが大きな意義を持っている。
他のヨーロッパ諸国と同様に、イギリスでも中世後期以降、王権と教皇権の争いが顕著となった。論点となったのは教会の保有する資産の問題、聖職者に対する裁判権、聖職叙任権などであった。特にヘンリー2世とジョン王の時代に王と教皇が激しく争った。

### ローマとの分裂
王権と教皇権の争いはあっても、イングランドの教会は中世を通じてローマとの一致を保ち続けていた。イングランド教会とローマの間に最初の決定的な分裂が生じたのは、ヘンリー8世の時代である。その原因はヘンリー8世の離婚問題がこじれたことにあった。すなわち、キャサリン・オブ・アラゴンと離婚しようとしたヘンリー8世が、教皇に婚姻の無効を宣言するよう求めたにもかかわらず、教皇クレメンス7世がこれを却下したことが引き金となった。これは単なる離婚問題というより、キャサリンの甥にあたる神聖ローマ皇帝カール5世の思惑なども絡んだ、複雑な政治問題であった。
ヘンリー8世は1527年に教皇に対して、キャサリンとの結婚の無効を認めるように願った。1529年までに繰り返し行われた教皇への働きかけが失敗に終わると、ヘンリー8世は態度を変え、さまざまな古代以来の文献を基に、霊的首位権もまた王にあり、教皇の首位権は違法であるという論文をまとめ、教皇に送付した。続いて1531年にはイングランドの聖職者たちに対し、王による裁判権を保留する代わりに10万ポンドを支払うよう求めた。これはヘンリー8世が聖職者にとっても首長であり、保護者であるということをはっきりと示すものとなった。1531年2月11日、イングランドの聖職者たちはヘンリー8世がイングランド教会の首長であると認める決議を行った。しかし、ここに至ってもヘンリー8世は教皇との和解を模索していた。
1532年5月になると、イングランドの聖職者会は自らの法的独立を放棄し、完全に王に従う旨を発表した。1533年には上告禁止法が制定され、それまで認められていた聖職者の教皇への上訴が禁じられ、カンタベリーとヨークの大司教が教会裁治の権力を保持することになった。ヘンリー8世の言いなりであったトマス・クランマーがカンタベリー大司教の座に就くと、先の裁定に従ってクランマーが王の婚姻無効を認め、王はアン・ブーリンと再婚した。教皇がヘンリー8世を破門したことで両者の分裂は決定的となった。ヘンリー8世は1534年に国王至上法（首長令）を公布してイングランドの教会のトップに君臨した。イングランドの教会を自由に出来る地位に就いたことは、ヘンリー8世が離婚を自由にできるというだけでなく、教会財産を思うままにしたいという誘惑を感じさせるものとなった。やがてトマス・クロムウェルのもとで委員会が結成され修道院解散が断行、修道院が保持していた財産が国家へ移されていった。こうしてイングランドの修道院は破壊され、荒廃した。

### プロテスタント運動との関係
ローマと袂を分かったとはいえ、イングランド教会は決してプロテスタントではなかった。ヘンリー8世はもともとプロテスタントを攻撃する論文を発表して教皇レオ10世から「信仰の擁護者」（Defender of the Faith）という称号を与えられており、それを誇っていた。ヘンリー8世がローマと訣別したことで、大陸のプロテスタント運動が急速にイングランドに流入し、聖像破壊、巡礼地の撤廃、聖人暦の廃止などを行った。しかしヘンリー8世自身は信条としてカトリックそのものであり、1539年のイングランド教会の6箇条においてイングランド教会がカトリック教会的な性質を持ち続けることを宣言している。
変革を嫌ったヘンリー8世と違った息子エドワード6世の下で、イングランド教会は最初の変革を断行した。それは典礼・祈祷書の英語翻訳であり、プロテスタント的な信仰の確立が目指された。こうして国家事業として出版されたのが1549年の『イングランド国教会祈祷書』であり、1552年に最初の改訂が行われた。

### 分裂反動と「中道」（Via Media）
エドワード6世の死後、異母姉でキャサリン・オブ・アラゴンの娘メアリー1世が王位に就いた。熱心なカトリック教徒であったメアリー1世はヘンリー8世とエドワード6世の時代に行われた典礼の改革をすべて廃し、再びイングランドをカトリックに戻そうとした。しかし反感を買い、メアリー1世の死後、カトリックへの復帰運動は消えた。
真の意味でのイングランド国教会のスタートは、1558年に王位に就いたアン・ブーリンの娘でメアリー1世の異母妹エリザベス1世の下で切られることになる。エリザベス1世は教皇の影響力がイングランドに及ぶことを阻止しようとしていたが、ローマからの完全な分離までは望んでいなかった。神聖ローマ皇帝カール5世が彼女をかばったこともあって、エリザベス1世は1570年、ピウス5世の時代まで破門されることはなかった。
イングランド国教会が正式にローマから分かれることになるのは1559年である。議会はエリザベス1世を「信仰の擁護者」（首長）として認識し、首長令を採択して反プロテスタント的法を廃止した。さらに女王は1563年の聖職者会議で「イングランド国教会の39箇条」を制定し、イングランド国内の国教会を強化した。

### 清教徒革命
このころから、イングランドにおける清教徒（ピューリタン）と国教会派の対立が深刻化した。1603年に即位したジェームズ1世は強く国教会派を支持、また王権神授説を称えて国王の絶対性を主張したため、プロテスタント諸派から反感を持たれたが、一方で欽定訳聖書の出版を指示するなど、宗教的な貢献も大きかった。チャールズ1世の治世では国教会派がスコットランドにも教化しようとしたために、反発した人々の手によって清教徒革命（イングランド内戦）が勃発し、敗れたチャールズ1世は1649年に処刑された。しかしその後、王政復古や名誉革命を経て、かえって国教会主流派の地位は強化された。非国教徒は名誉革命以降、1828年に審査律が廃止されるまで公職に着く事が禁じられた。

### バプテスト・ユニテリアン等諸派の分離
イングランド国教会主流派と対立した人々の中には、国教会内部で改革を行おうとする非分離派（長老派教会など）もいたが、国教会から出て別の教会を立てる者も多かった。後者を分離派と呼ぶ。このような国教会から出たプロテスタント会派に、バプテスト教会、クエーカー、メソジスト、会衆派教会（独立派）などがある。
宗教的シンクレティズムに基づくユニテリアン主義も国教会の賛同を得られずに、1774年に分離独立し、アメリカ大陸植民地ではピューリタン等が会衆制を形成し、アメリカの独立に至った。

### カトリック解放
1829年のカトリック教解放法は、カトリック解放に待望久しかった市民的諸権利の回復を保障し、16世紀以来非合法化されてきたカトリック教会の再建を可能とした。1833年に始まったオックスフォード運動は国教会のカトリック文化遺産意識を反映している。オックスフォード大学内に始まったこの運動は、ジョン・ヘンリー・ニューマン（最終的に国教会からカトリックに改宗した）とエドワード・プュージーらによって主導されたものであった。

### 現代
現代のイングランド国教会は、世界の聖公会において主導的役割を果たすと共に、ローマ・カトリックなどとの対話に積極的に乗り出し、エキュメニカル運動にも積極的な役割を果たしている。ただしカトリック側は1903年、教皇レオ13世の大勅書（Apostolicae Curae et Caritatis）で、聖職者の叙任は無効と宣言しており、東方教会とは若干差別がある。
20世紀末から21世紀初頭にかけてイングランド教会で女性の聖職者の叙任が進み、2015年には初めての主教が生まれて話題となった。

## 教会組織

イングランド国教会の教区
カンタベリー管区
ヨーク管区

### 管轄
グレートブリテン及び北アイルランド連合王国の君主がイングランド教会の最高ガバナー (Supreme Governor of the Church of England) である。2022年9月8日より現在、国王チャールズ3世がその地位にある。
イングランド国教会の管轄する地域はグレートブリテン島、マン島、チャンネル諸島、およびジブラルタルの外地教区（ヨーロッパ教区）などを含む。アイルランド聖公会、ウェールズ聖公会、スコットランド聖公会（更に別に、長老派に属するスコットランド国教会がある）はイングランド国教会とは別の独立した組織になっている。

### 2つの管区
イングランド国教会には2つの管区がある。イングランド南部を管轄する「カンタベリー管区」と北部を管轄する「ヨーク管区」で、各管区では大主教が選ばれ管区長として代表となる。こうしてカンタベリー大主教（2013年1月からロンドン生まれのジャスティン・ウェルビー）とヨーク大主教（2020年10月からエセックス生まれのスティーブン・コットレル）がいるが、歴史的な経緯により前者がイングランド国教会の長である。またカンタベリー大主教は全世界のアングリカン・コミュニオンの長であり、10年毎のランベス会議の議長でもある。

### 教区主教
各管区は複数の教区に区分され、各教区では主教が選出されて教区を代表する。各地の教会はその地域の教区に属している。教区は教会行政の最も基本的な単位で、複数の教会からなる。
主教区には主教座聖堂があり、席首司祭と参事会員から構成される参事会が聖堂の管理運営にあたる。

### 代表組織
イングランド国教会は教会会議（Synod）の総会 (General Synod) により重要な決定を行っている。
総会には、カンタベリーとヨークの管区会議、主教会議、聖職者会議、信徒会議から参加があり、1月にロンドンで、7月にヨークで開催される。

### 貴族院
イギリス議会の上院である貴族院には26人の聖職貴族が議席を有し、国政に参加している。

### ギャラリー

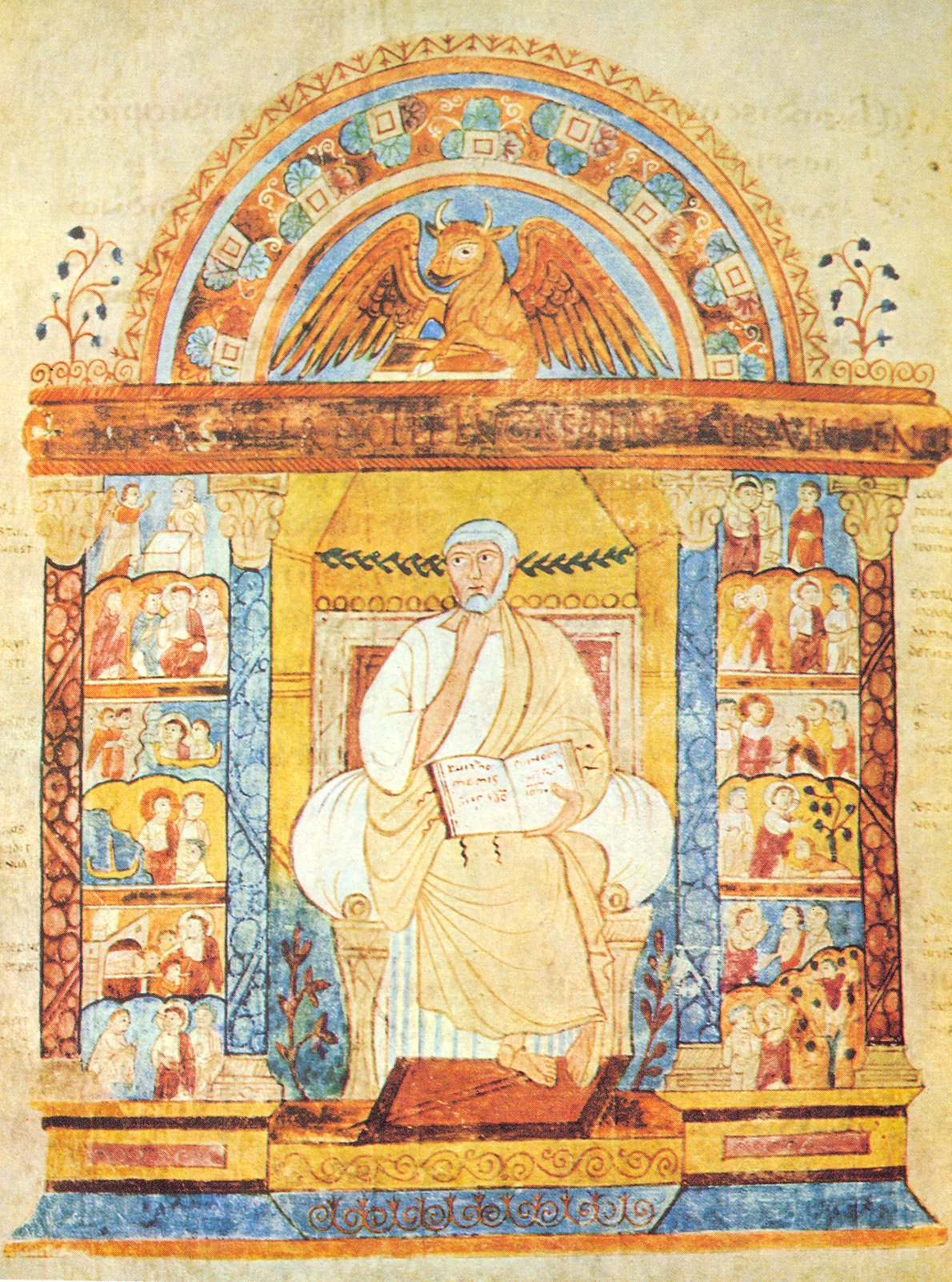
カンタベリーのアウグスティヌス司教
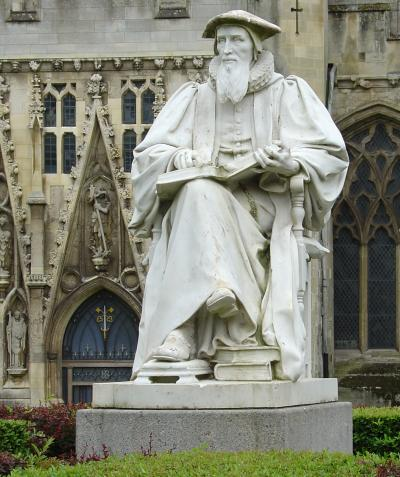
リチャード・フッカー（エクセター大聖堂にある像）
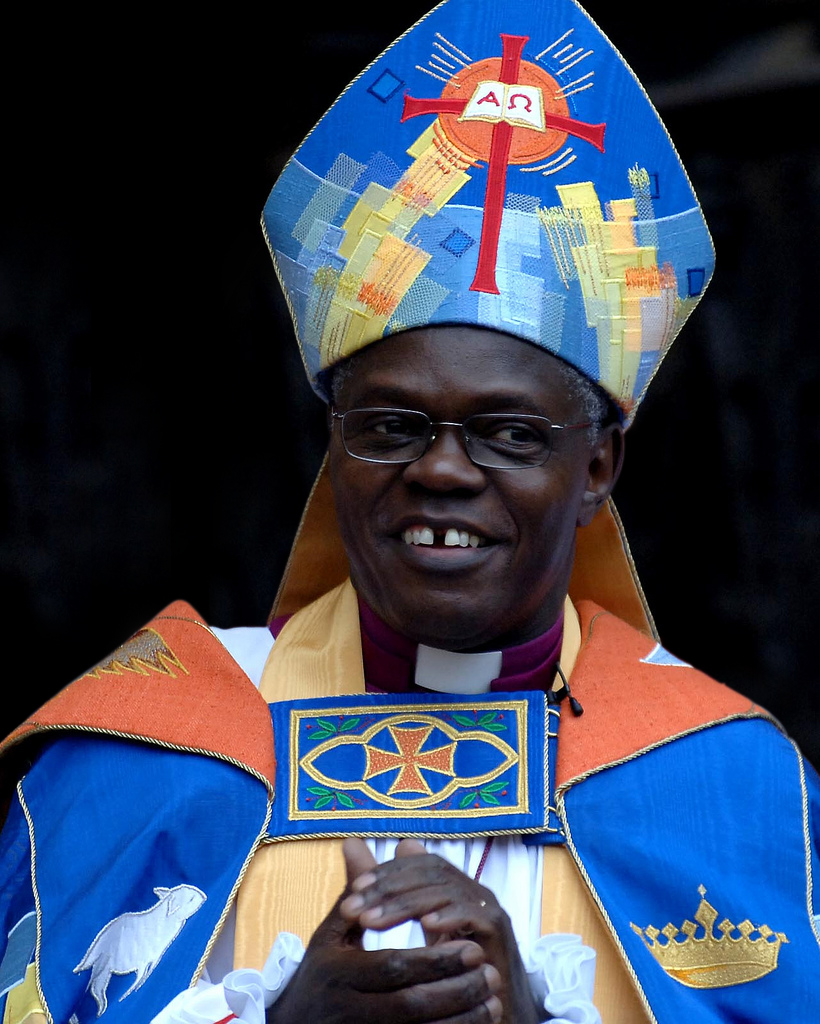
ジョン・センタム ヨーク管区大主教 （写真：ヨーク大聖堂、2005年）
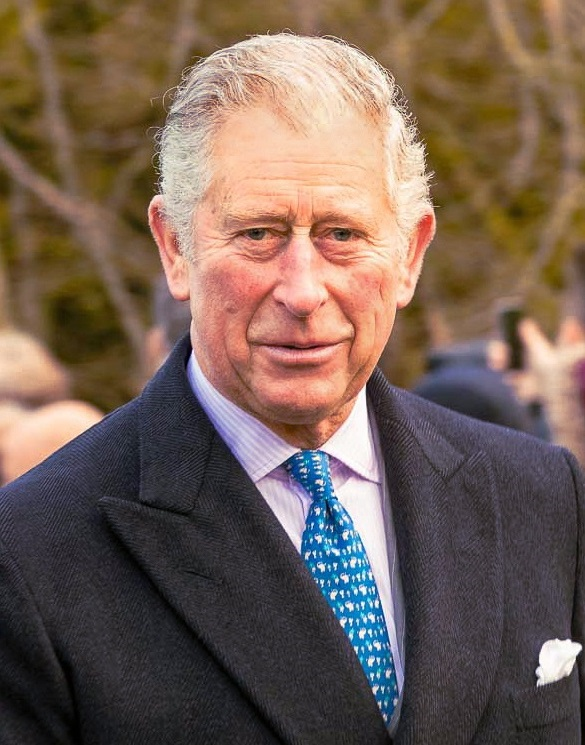
国王チャールズ3世（イギリスの君主） イングランド国教会首長（2022年9月8日 - ）

## 教義と実践

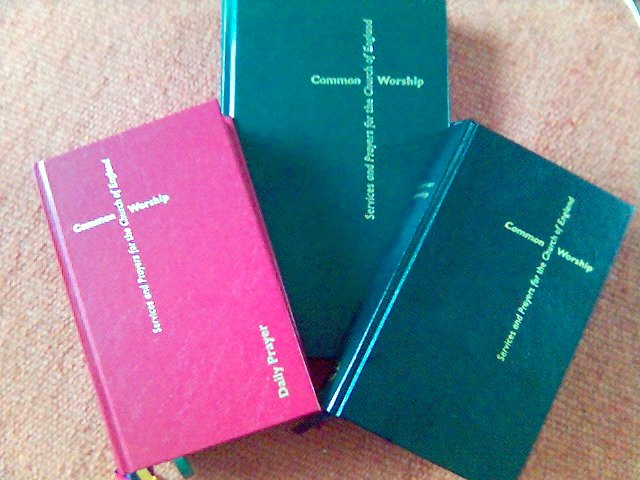
新祈祷書Common Worshipの3分冊

### 教義
イングランド国教会の教会法は、聖書をその根本としている。加えて、その教義は教父の教え、公会議のエキュメニカルな信経（ニケヤ信経など）が聖書の教えと合致する限り、それらを元としている。教義内容は「39箇条」教義要綱と祈祷書に表れており、また執事、司祭、主教からなる聖職者の聖別を認める。神学者では、16世紀後半に活躍したリチャード・フッカーが大きな影響を与えた。

### 礼拝と典礼
イングランド国教会の典礼（礼拝順序など）は『祈祷書』（Book of Common Prayer）にあると、イングランド法に規定されている。これに加えて、2000年から『新祈祷書」 (Common Worship) も使われている。
礼拝の音楽は聖書内容（特に『詩編』）を簡単な節で歌うことから『古今聖歌集』、『英語聖歌集』（English Hymnal）などへと数世紀にわたってさまざまに変化してきたが、主教座聖堂および一部教会では「合唱付きの夕の祈り」 (Choral evensong) を守っている。

### ハイ・チャーチとロウ・チャーチ
もともとイングランド国教会はクエーカー、メソジストなど多くのプロテスタント宗派を生み出した母体で、さまざまな考えの人々を包含していて、それを許容している。その状態を、カトリック的な要素を残す「ハイ・チャーチ」 (high church) 、福音的な「ロウ・チャーチ」 (low church) に分類して説明したり、自由神学的な「ブロード・チャーチ」 (Broad church) もあるとしているが、そうした確立した組織があるわけではなく、教区内に様々な考え方の教会が混在している。

### 修道会
イングランド国教会の名だたる修道会には次がある。
- 聖ヨハネ修士会（英語版）（Society of St. John the Evangelist、略称：SSJE、1866年創立） - 日本の聖ヨハネ修士会も参照
- 聖使修士会（英語版）（Society of the Sacred Mission、通称：Kelham Fathers、1892年創立） - 日本の聖使修士会も参照
- 復活修士会（英語版）（Community of the Resurrection、通称：Mirfield Fathers、1892年創立）

などがある。

### 海外宣教
次のような主な海外宣教団体があり、日本での聖公会宣教にも深く関わってきた。
- 英国聖公会宣教協会 (CMS)
- イギリス海外福音伝道会 (SPG)
- ミッション・トゥー・シーフェアラーズ (MTS)

### 女性聖職者
1986年に女性の執事が正式に認められ、翌1987年に初めて聖別（任命）されている。1992年には女性の司祭任命が総会で決定され、1994年に初めての女性司祭が誕生し、2010年には男性司祭の任命数（273名）より女性司祭の任命数（290名）が多い状況になっている。
2013年6月、女性主教の任命が教会会議で決まっている。その後いくつかの会の審議で圧倒的賛成多数（例えば主教会では賛成37、反対2、棄権1）で決定されて、イギリス議会の宗教委員会の承認も経て、2014年11月に執行可能になった。初めての女性副主教 (suffragan bishop) はチェスター教区で誕生して2015年1月にヨーク大聖堂で聖別された。2015年3月には2015年聖職貴族（女性）法が成立し、同法の施行から10年後までに聖職貴族に空位が生じ、後任になれる者に女性がいる場合、必ず女性を任命するよう規定された（第1条）。女性初の教区主教はグロスター教区で誕生しカンタベリー大聖堂で2015年7月に聖別されている。

### 同性結婚とLGBTの権利
同性結婚とLGBTについては、近年イングランド国教会内で議論が続いている。公式には「教会法では同性婚を司式することは禁止されている」が、「各地の教会では同性婚のあなたをサポートする祈りを受けることもできる」ともしている。実際には、各地の教会で同性婚の司式が非公式に行われている。
2014年にはジャスティン・ウェルビー大主教が「同性婚が英国の法律になった以上、それを認めなければならない」と言ったと伝えられた後、「彼は基本的に同性婚は反対である」という声明をランベス宮殿（ウェルビー大主教公邸）が発表している。

## 社会奉仕活動
救世軍と類似した社会奉仕団体「チャーチ・アーミー」（教会軍）を組織し、運用している。